# SN 2007et
SN 2007et – supernowa typu II odkryta 26 czerwca 2007 roku w galaktyce A010924+1955. W momencie odkrycia miała maksymalną jasność 19,20m.